# Sweeping Up the Spotlight: Live at the Fillmore East 1969
Pour les articles homonymes, voir Live at the Fillmore.
Albums de Jefferson Airplane
Live at the Fillmore East
(1998)
Sweeping Up The Spotlight: Live at the Fillmore East 1969 est un album de Jefferson Airplane enregistré au Fillmore East de New York en novembre 1969.

## Titres
1. Volunteers – 3:34
2. Good Shepherd – 7:15
3. Plastic Fantastic Lover – 3:16
4. Uncle Sam Blues – 5:07
5. 3/5 of a Mile in 10 Seconds – 5:48
6. You Wear Your Dresses Too Short – 9:16
7. Come Back Baby – 6:47
8. Won't You Try/Saturday Afternoon – 5:14
9. Ballad of You & Me & Pooneil – 10:26
10. White Rabbit – 3:03
11. Crown of Creation – 3:25
12. Other Side of This Life – 10:02

## Musiciens
- Marty Balin : chant, guitare
- Jack Casady : basse
- Spencer Dryden : batterie
- Paul Kantner : chant, guitare rythmique
- Jorma Kaukonen : chant, lead guitar
- Grace Slick : chant, piano